# Suna no onna
Suna no onna (en japonès 砂の女), traduïble com "La dona de la sorra" o "La dona de les dunes" (en anglès Woman in the Dunes o Woman of the Dunes, en francès i italià La femme des sables i La donna di sabbia), és una pel·lícula japonesa realitzada el 1964 per Hiroshi Teshigahara, basada en la novel·la homònima de Kōbō Abe publicada dos anys abans. Kōbō Abe també escrigué el guió per a la versió cinematogràfica.
El surrealisme i, de vegades, la naturalesa absurda de La dona de la sorra ha estat comparada amb l'existencialisme d'obres de Sartre (Sense sortida) i el Happy Days de Beckett. A més de la seva intrigant premissa, aquesta pel·lícula és notable per la vida que porta Teshigahara a les sorres sempre canviants, que gairebé es converteixen en un personatge per dret propi.

## Argument
Caminant un home pel desert, decideix fer una parada per reposar. Vilatans li proposen passar la nit al seu poble. És acollit per una dona que li ofereix l'allotjament i cobert. Durant la nit, la dona s'aixeca i recull la sorra que s'escola de les parets de la seva casa. De bon matí, l'home s'adona que ha estat fet pres.

## Repartiment
- Eiji Okada: Entomologista Niki Jumpei
- Kyôko Kishida: Dona
- Hiroko Ito: La dona de l'entomologista (als flashbacks)
- Koji Mitsui
- Sen Yano
- Kinzo Sekiguchi

## Premis
- Premi del Jurat al Festival Internacional de Cinema de Canes